# Гійом Люксембурзький
Гійом Люксембурзький (люксемб. Guillaume vu Lëtzebuerg, фр. Guillaume de Luxembourg), повне ім'я Гійом Марія Луї Крістіан (нар. 1 травня 1963) — люксембурзький принц, син великого герцога Люксембурга Жана та бельгійської принцеси Жозефіни-Шарлотти, молодший брат правлячого великого герцога Анрі.

## Біографія
Гійом народився 1 травня 1963 року у замку Бецдорф. Він став третім сином і наймолодшою, п'ятою, дитиною в родині спадкоємця люксембурзького престолу Жана та його дружини Жозефіни-Шарлотти Бельгійської. Окрім нього в сім'ї зростали старші сестри Марія-Астрід і Маргарита та брати Анрі і Жан.
За півтора року після його народження, батько успадкував трон Люксембурзького герцогства.
Середню освіту принц отримав у середніх школах Люксембургу та Швейцарії. Ступінь бакалавра здобув 1982-го у Греноблі. Після цього продовжив навчання у Оксфордському університеті Великої Британії, а пізніше — у Джорджтаунському університеті Вашингтона, де здобув ступінь у 1987 році. 
У 2007 році університет Святого Серця у Ферфілді, штат Коннектикут, презентував принцу ступінь почесного доктора гуманітарних наук.
Шість місяців Гійом працював у Міжнародному валютному фонді у Вашингтоні. Два роки — у складі Європейської Комісії в Брюсселі. Нині входить до ради директорів найбільшої металургійної компанії світу «ArcelorMittal», що належить Мітталу Лакшмі.
У віці 31 року Гійом побрався із аристократкою Сибіллою Вайлер, молодшою від нього на п'ять років, що доводиться правнучкою королю Іспанії Альфонсо XIII через його доньку Беатрісу. Цивільна церемонія пройшла 8 вересня 1994, релігійна — 24 вересня у Версалі. Сибілла отримала титул принцеси Люксембурзької. У подружжя народилося четверо дітей.
У ніч з 10 на 11 вересня 2000 Гійом із дружиною потрапили у серйозну автомобільну аварію. Принц кілька днів перебував у комі. Це стало причиною відстрочки урочистої церемонії передачі влади від його батька до брата Анрі, яка, урешті-решт, відбулася 7 жовтня.

## Родина
Дружина — Сибілла Вайлер
Діти:
- Поль Луї (нар.1998)
- Леопольд (нар.2000)
- Шарлотта (нар.2000)
- Жан Андре (нар.2004)